# 勁飛寶
勁飛寶（Flying Blue、前稱：Abterra Blue）是香港已退役競賽馬匹，主要勝出賽事包括主席錦標等。

## 競賽生涯

### 紐西蘭
Abterra Blue在紐西蘭出賽一場處女馬賽事中在麥道朗策騎下，以五個馬位大勝而回，之後被賣回香港。

### 香港

#### 2010-11年馬季
2010年11月6日勁飛寶首次在港上陣，初出受到了注目，成為了第三熱門。在賽事守在第三位，於直路開始衝刺，最後迫近了大熱門甜將，但僅僅輸給甜將。11月28日三班1400米賽事再次遇上甜將，今場賽事配上韋達，馬迷期待可以反勝對手，在賽事中勁飛寶帶出，在直路與對手單打獨鬥，結果又一次以頸位被對手擊敗。12月19日再次角逐三班1400米賽事，在沒有主要對手能夠威脅下成為大熱門，結果在直路將領前馬趕過並且領先，最終以兩個馬位大勝。1月23日在二班賽事中再遇甜將，今場勁飛寶守在較後的位置，在超越領放馬蓬萊仙子後挑戰甜將，但結果未能超越對手。
2月12日，勁飛寶在二班1400米賽事排第14檔，在外檔不利因素下，選擇領放，在直路未被威脅下輕勝而回，並首次擊敗甜將。3月12日增程1600米，勁飛寶在韋達推騎下帶出，雖然最後受到勁高手及卡達聖的挑戰，但仍能險勝而回。4月3日勁飛寶被安排角逐分級賽主席錦標，成為次熱門，沿途守在前列，在直路上推騎下輕鬆帶出，直到最後100米大熱門自由好才挑戰牠，但自由好未曾真正威脅牠下輕鬆勝出。勝出賽事後，勁飛寶已獲得冠軍一哩賽的參賽資格，但在排位後因發熱而被迫退出。

#### 2011-12年馬季
於國慶盃及沙田錦標的失望表現後，終於在馬會一哩錦標復出，僅負於雄心威龍及卡達聖跑第三而回。在香港一哩錦標改配杜利萊，一起步後帶出，並且無法拉慢，結果在直路乏力，最終包尾而回，騎師被問話。此場賽事後，轉倉至告達理馬房，於董事盃以第八名完成。其後出戰女皇銀禧紀念盃，並再次交由潘頓執韁，但表現仍令人失望，以第十名過終點。休息三個多月後，於精英盃復出，在被馬迷看淡下，由楊明綸策騎，並以第三名過終點。

#### 2012-13年馬季
勁飛寶是季上陣的首場賽事是特首盃，結果七匹馬中只能以第六名完成。10月1日，回師1400米國慶盃，以第十名衝線。其後，勁飛寶改配何澤堯，並縮程1200米角逐精英碗，以第四名過終點；隨後改配巫斯義角逐馬會短途錦標，以第五名過終點；12月9日，該駒改由李寶利執韁，角逐浪琴表香港短途錦標，但沿途留後競跑，僅以第八名過終點，落後頭馬龍王四個半馬位。2013年1月1日，勁飛寶改配霍勵賢角逐華商會挑戰盃，早段居中跟前競跑，但去到末段力弱，敗於喜蓮標緻，以第十三名過終點；1月20日，勁飛寶再度出戰董事盃，但表現仍然令人失望，以第十二名過終點，賽後更被發現腳患。
2014年1月30日，勁飛寶正式結束在香港的競賽生涯。

## 詳細賽績
| 日期       | 馬場   | 距離   | 級別 | 賽事名稱                  | 負重（磅） | 騎師   | 名次/出馬 | 時間    | 與頭馬距離 | 冠軍（亞軍）  |
| ---------- | ------ | ------ | ---- | ------------------------- | ---------- | ------ | --------- | ------- | ---------- | ------------- |
| 8/4/2010   | 雅旺第 | 草1200 |      | 三歲及以上處女馬賽        | 55.5公斤   | 麥道朗 | 1/12      | 1:11.24 | 5          | （Mr Kunoff） |
| 6/11/2010  | 沙田   | 草1200 |      | 第三班讓賽                | 117        | 楊明綸 | 2/12      | 1:09.53 | 頸位       | 甜將          |
| 28/11/2010 | 沙田   | 草1400 |      | 第三班讓賽                | 125        | 韋達   | 2/14      | 1:23.00 | 頸位       | 甜將          |
| 19/12/2010 | 沙田   | 草1400 |      | 第三班讓賽                | 129        | 韋達   | 1/13      | 1:22.29 | 2          | （開心老友）  |
| 23/1/2010  | 沙田   | 草1400 |      | 第二班讓賽                | 121        | 韋達   | 2/14      | 1:22.15 | 3/4        | 甜將          |
| 12/2/2010  | 沙田   | 草1400 |      | 第二班讓賽                | 125        | 韋達   | 1/14      | 1:22.47 | 2-3/4      | （甜將）      |
| 12/3/2010  | 沙田   | 草1600 |      | 第二班讓賽                | 133        | 韋達   | 1/13      | 1:35.21 | 頸位       | （勁高手）    |
| 3/4/2010   | 沙田   | 草1600 | HKG2 | 主席錦標                  | 123        | 韋達   | 1/11      | 1:34.50 | 3/4        | （自由好）    |
| 1/10/2010  | 沙田   | 草1400 | HKG3 | 國慶盃                    | 130        | 潘頓   | 14/14     | 1:23.33 | 11-1/2     | （雄心威龍）  |
| 30/10/2011 | 沙田   | 草1600 | HKG3 | 沙田錦標                  | 129        | 杜利萊 | 12/14     | 1:35.57 | 5          | 加州萬里      |
| 20/11/2011 | 沙田   | 草1600 | G2   | 馬會一哩錦標              | 123        | 韋達   | 3/12      | 1:35.00 | 3/4        | 卡達聖        |
| 11/12/2011 | 沙田   | 草1600 | G1   | 香港一哩錦標              | 126        | 杜利萊 | 14/14     | 1:38.53 | 28-1/2     | 步步穩        |
| 28/1/2012  | 沙田   | 草1600 | HKG1 | 董事盃                    | 126        | 安國倫 | 8/14      | 1:35.83 | 5-3/4      | 雄心威龍      |
| 4/3/2012   | 沙田   | 草1400 | HKG1 | 女皇銀禧紀念盃            | 126        | 潘頓   | 10/11     | 1:24.28 | 18-3/4     | 天久          |
| 17/6/2012  | 沙田   | 草1400 | HKG3 | 精英盃                    | 125        | 楊明綸 | 3/14      | 1:21.99 | 1-1/2      | 雅雪          |
| 8/9/2012   | 沙田   | 草1200 |      | 香港特區行政長官盃（1班） | 130        | 楊明綸 | 6/7       | 1:09.97 | 5-1/2      | 富高勝        |
| 1/10/2012  | 沙田   | 草1400 | HKG3 | 國慶盃                    | 121        | 薛寶力 | 10/12     | 1:21.54 | 5-1/2      | 包裝選擇      |
| 28/10/2012 | 沙田   | 草1200 | HKG2 | 精英碗                    | 123        | 何澤堯 | 4/11      | 1:09.31 | 4-3/4      | 愛跑得        |
| 18/11/2012 | 沙田   | 草1200 | G2   | 馬會短途錦標              | 123        | 巫斯義 | 5/14      | 1:09.11 | 1-3/4      | 天久          |
| 9/12/2012  | 沙田   | 草1200 | G1   | 香港短途錦標              | 126        | 李寶利 | 8/13      | 1:09.20 | 4-1/2      | 龍王          |
| 1/1/2013   | 沙田   | 草1400 | HKG3 | 董事盃                    | 124        | 霍勵賢 | 13/14     | 1:23.07 | 6-3/4      | 喜蓮標緻      |
| 20/1/2013  | 沙田   | 草1600 | HKG1 | 董事盃                    | 126        | 霍勵賢 | 12/14     | 1:34.91 | 7-1/4      | 精彩日子      |

## 血統背景
父母Piccolo是1991年英國出生的馬匹，曾勝出楠索普錦標以及皇席錦標。退役後輪流在南北半球之間進行配種工作。母系Bright Blue生於1996年，出自Scenic，在城鎮馬場取得六戰三冠的成績。半弟為香港現役勁飛翔。

## 外部連結
- 香港賽馬會 （页面存档备份，存于）
- 血統表 （页面存档备份，存于）